# 罗崇敏
罗崇敏（1952年12月—），云南省江川县人，汉族。中华人民共和国地方官员、第十一届全国人民代表大会云南地区代表，曾任云南红河州党委书记，云南省教育厅厅长，云南省人民政府参事等职。

## 生平
1985年加入中国共产党。同年进入江川县委党校工作。历任江川县人民政府办公室副主任、江川县副县长、县委副书记、政法委书记、县委党校校长。1995年起，任新平县委书记。1998年，任中共玉溪市委常委、市委秘书长、机关工委书记。2000年起，任中共玉溪市委副书记、云南民族学院党委书记、红河州党委书记。2003年至2006年间，在中央民族大学攻读中国少数民族经济专业，获经济学博士。2008年起担任全国人大代表。时任云南省教育厅厅长。2012年，因年龄原因免去教育厅厅长一职，推荐为云南省人民政府参事。2013年10月兼职第九届国家督学，2016年1月退休。2017年11月，因严重违纪，被云南省纪委开除党籍，退休待遇也被降为副处级非领导职务退休待遇。
2022年7月6日，云南省教育厅发布了一则简短的消息，表示经过调查，发现罗崇敏涉嫌违法犯罪，已将其违法犯罪线索移交相关职能部门办理。2023年2月15日，据中共云南省纪委、云南省监委官网通报，罗崇敏“被开除党籍后毫无悔过之心，公开发表有严重政治问题的言论；以投资为名，违规参与营利性活动；生活腐化堕落，多次与他人发生不正当性关系；对国家法律毫无敬畏之心，利用职务便利或职权影响为他人谋取利益，非法索取、收受巨额财物”；经驻云南省教育厅纪检监察组会议研究并报省委教育工委、省教育厅党组同意，决定取消罗崇敏退休待遇；经昆明市监委研究决定，将其涉嫌犯罪问题移送检察机关依法审查起诉，所涉财物一并移送。

## 争议

#### 自称微博被盗事件
2016年12月13日，罗崇敏的微博账号发布了一条内容为“我对不起各位家人，现在出现这样的事情。一个女孩怀了我的孩子，已经两个多月了。希望家人理解，冷静处理这件事。”的信息，但很快既被删除，随后该账号又发布一条自称微博被盗的信息。

#### 涉嫌侮辱烈士事件
2022年6月，罗崇敏在网上发表了一篇名为《端午：一个鼓励自杀的日子》的文章，被网友“戴雨潇Dai”举报涉嫌侮辱投江殉国的屈原及共和国英雄烈士，引发舆论关注，不久云南省教育厅对外公布称已成立工作组调查此事。